# François Deleuze
Joseph Philippe François Deleuze ou François Deleuze (Sisteron, França, 12 de Abril de 1753 -  Paris, 31 de Outubro de 1853),  Foi naturalista, botânico e Bibliotecário do Museu Nacional de História Natural de Paris, um grande expoente do estudo do magnetismo animal no século XIX além de tradutor francês.

## Biografia

### Primeiros anos
Deleuze Nasceu no dia 12 de Abril de 1753 na cidade de Sisteron, França de uma família nobre de Sisteron, sudoeste da França
Em 1772 começou a estudar matemática em Paris, preparando-se para a carreira militar. Não tendo recebido nomeação para nenhuma função militar, retornou para sua cidade natal onde tornou-se segundo-tenente de infantaria. Três anos depois sua tropa foi dissolvida, deixando o serrviço militar iniciou a dedicar-se as Ciências naturais.

### Deleuze e a Botânica
Ao estudar tais ciências, voltou sua dedicação mais particularmente aos seus estudos no campo da botânica tornando-se assistente de Antoine Laurent de Jussieu (1748-1836).
Em 1787, voltou a Paris, onde fez amizades com o botânico L'Héritier de Brutelle (1746-1800), que durante algum tempo lhe ensinou as práticas de botânica.
Em 1795, foi nomeado Naturalista assistente do Museu de História Natural de Paris onde publicou os Anais do Museu, tendo o primeiro volume sido lançado em 1802 sob a sua liderança.
O gênero de plantas chamado Leuzea foi dedicado à Deleuze pelo botânico francês Augustin Pyrame de Candolle.
Em 1828 tornou-se bibliotecário do museu, cargo que ocupou até 1834.

### Deleuze, Mesmer e o magnetismo animal

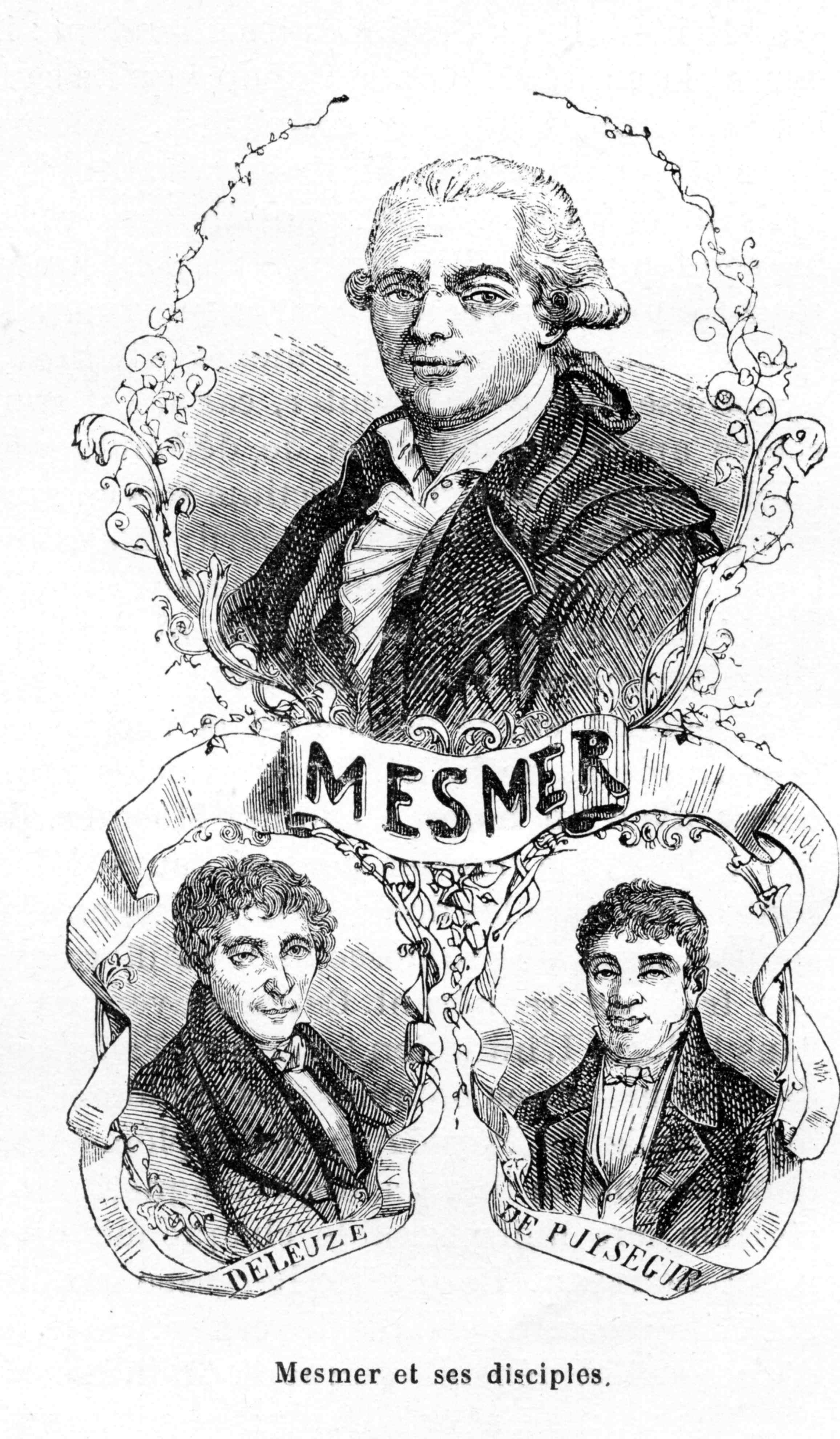
Mesmer, Marquês de Puységur e Deleuze

Enquanto residia numa cidade próxima a Sisteron, em 1785 leu pela primeira vez uma descrição sobre as curas realizadas na cidade francesa de Buzancy, às quais não despendeu qualquer credibilidade. Ele cria ser aqueles relatos a mais pura invenção e que os adeptos do mesmerismo fossem loucos. 
Tempo depois, sabendo que seu amigo M. D. d'Aix, tinha ido ver Mesmer em M. Servan's, e retornando a Aix conseguira produzir o sonambulismo, Deleuze resolveu dar o ar da possível confiança.
| “ | Eu realizei a viagem a pé, explorando a botânica e cheguei em Aix no segundo dia ao meio-dia, tendo andado desde as quatro horas da manhã. Imediatamente trasmiti ao meu amigo o objetivo de minha viagem desejando que ele me dissesse o que pensava dos prodígios que eu tinha ouvido falar; ele sorriu e disse calmamente: "Espere e veja por ´si mesmo; a paciente estará aqui em três horas". No final desse período ela chegou e, com ela, várias pessoas que formaram uma corrente. Juntei-me à corrente e em poucos minutos vi a paciente dormindo.Olhei com espanto, mas também adormecendo em menos de quinze minutos, deixei de observar. Durante meu sono falei muito e estava tão animado que perturbava a corrente. Quando acordei, não me recordava disso e encontrei todos rindo à minha volta. No dia seguinte, em vez de dormir observei os outros e desejei que meu amigo me ensinasse os processos. No meu regresso para casa tentei magnetizar os doentes que estavam em povoados vizinhos.[...] Dessa maneira eu obtive alguns resultados muito curiosos e benéficos, que fortaleceram minha própria fé. | ” |

Após estes e outros experimentos em um espaço não muito grande de tempo, Deleuze já não negligenciava nenhuma oportunidade de investigar fatos e fenômenos magnéticos.
Ele foi autor de inúmeras obras literárias e também tradutor, sua reputação, no entanto, deve-se a seus escritos sobre o magnetismo animal, sendo ele discípulo direto de  Mesmer, foi um ávido seguidor dos seus ensinamentos e também do Marquês de Puységur. Juntamente com o Marquês de Puységur (1751-1825)estudou também a hipnose e a sugestão pós-hipnótica.

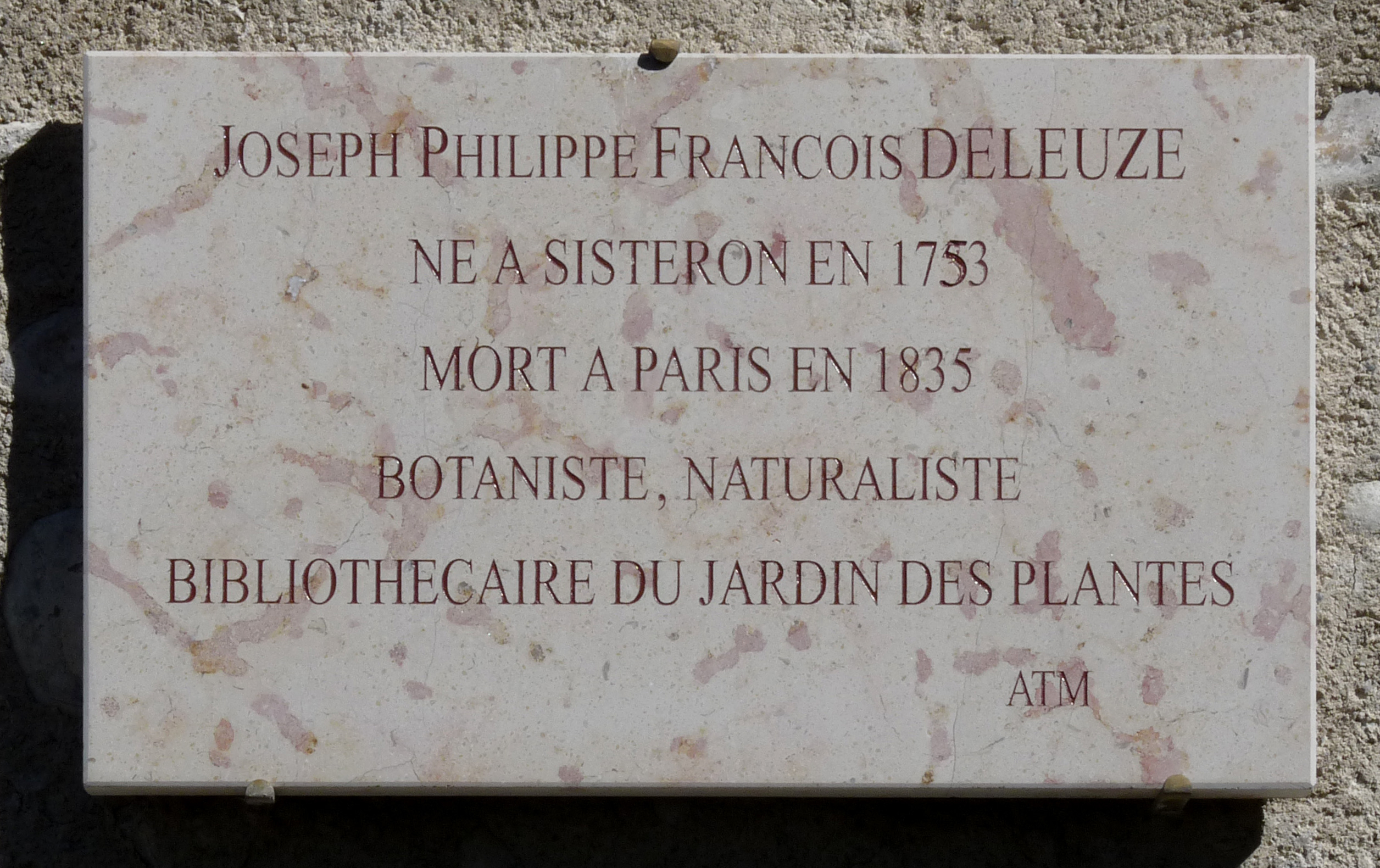
placa comemorativa da rue Deleuze em Sisteron

## Lista de Publicações
- 1804 : Notícias históricas sobre André Michaux, Anais do Museu Nacional de História Natural, volume 3, ano XII.
- 1807 : Louvor histórico de François Péron, incluso na Viagem de descoberts das terras austrais, realizados nas corvetas Géographe, Naturaliste e na escuna Casuarina, durante os anos de 1800, 1801, 1802, 1803 e 1804, em três volumes (1807-1816), Tipografia Imperial (Paris), Terceiro volume disponível na Gallica.
- 1813 : História crítica do magnetismo animal, em dois volumes, reimpressa em 1819, Mame (Paris)
- 1819 : Instruções práticas sobre o magnetismo animal, acompanhado de uma carta escrita ao autor por um médico estrangeiro, reimpressa em 1836.  J.-G. Dentu (Paris), in-8°, ii + 472 p.

- 1810 : Eudóxia, tratado sobre o estudo das ciências, das letras e da filosofia, em dois volumes, in-8°, F. Schoell (Paris).
- 1823 : História e descrição do Real Museu de História Nacional, A. Royer (Paris): 720 p. obra disponível na Gallica.
- 1826 : Carta endereçada aos membros da Academia de Medicina, sobre o caminho a ser seguido para introduzir a opinião pública a respeito da realidade do magnetismo animal, Béchet Jeune (Paris) : 39 p. obra disponível na Gallica.

Traduções:
- 1799 : Os amores das plantas, poema em quatro cantos, seguido por notas e diálogos sobre a poesia, obra traduzida do inglês escrita por Erasmus Darwin (1731-1802) (The Loves of Plants).
- 1801 : As Estações de James Thomson (1700-1748), precedida por uma informação feita pelo tradutor sobre a vida e as obras de Thomson.
- 2013 : Instruções práticas sobre o magnetismo, (série clássicos do magnetismo) por Amélia Carneiro e revisado por Jacob Melo, ed. Vida & Saber ISBN 978857564670-0

{{notas}]
1. ↑  "Um homem de razão fria e mente iluminada que esteve com Franz Anton Mesmer e que gostara do que havia visto e seus resultados[2]". (Pierre Foissac)
2. ↑  Armand Marie Jacques de Chastenet, Marquês de Puysegur, nasceu em Paris, em 1 de Março e 1751 e morreu aos 74 anos no Castelo de Buzancy, em 1 de Agosto de 1825.  Foi cavaleiro, marechal do campo (1789), tenente general (1814) e coronel do Regimento de Estrasburgo (1786)